# Шетландска острва
Шетландска острва (енгл. Shetland, шкотгел. Sealtainn, ферј. Hjaltland) архипелаг је који се налази североисточно од обале Шкотске. Острва се налазе североисточно од Оркнијских острва и око 280 километара југоисточно од Фарских Острва, са којима чине границу између Северног мора на истоку и Атлантског океана на западу. Укупна површина острва је 1.466 km2 и на њима живи 23.210 становника (2013). Највеће острво има површину од 967 km2. 
Административно, Шетландска острва су једна од 32 области Шкотске. Главно насеље и административни центар острва је градић Лервик.